# 埃爾勞夫湖

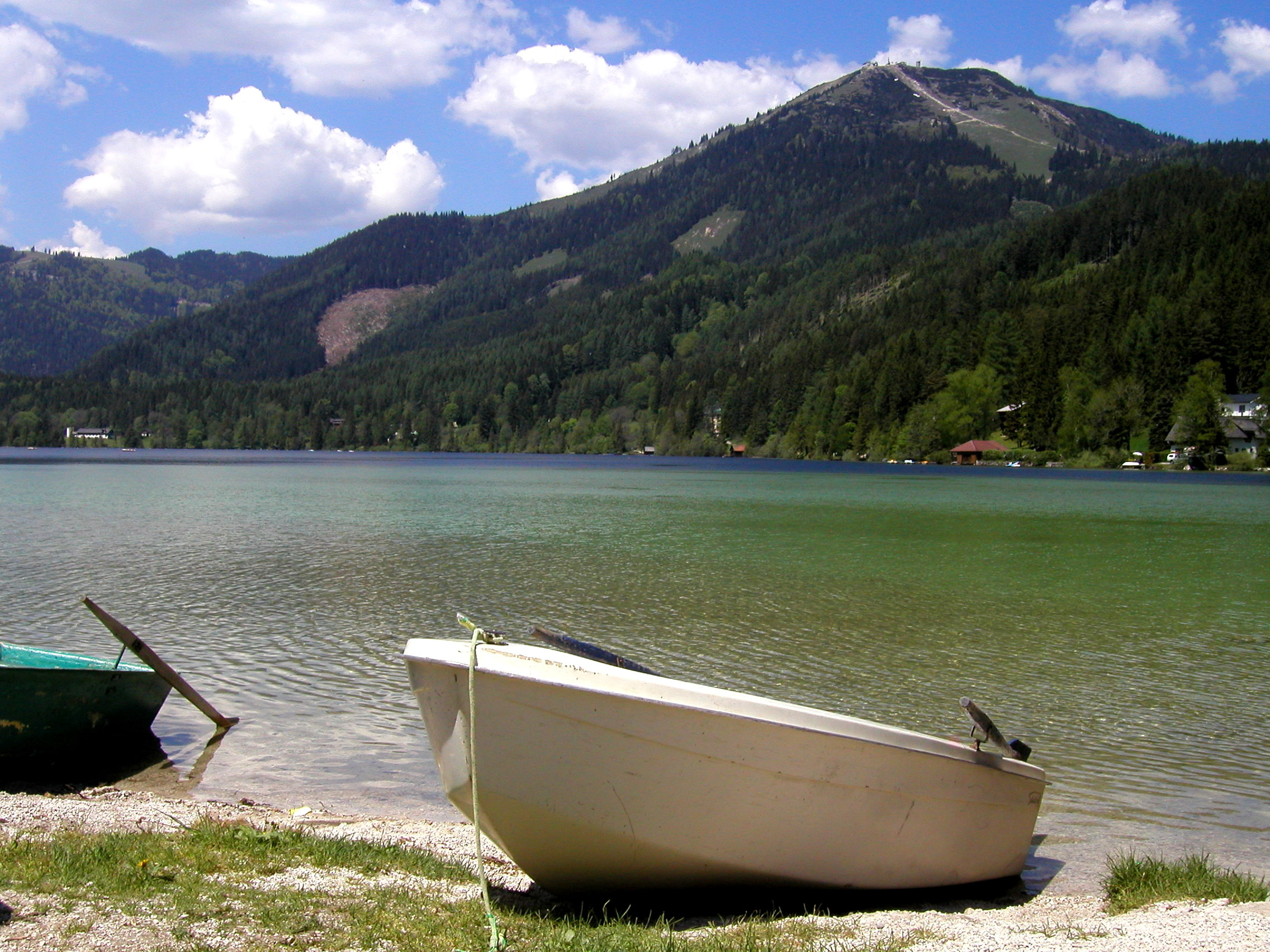

埃爾勞夫湖是奧地利的湖泊，位於下奧地利州和施蒂利亞州之間，長1.5公里，面積0.6平方公里，集水區面積10平方公里，海拔高度827米，平均水深21米，最大水深38米，蓄水量1.2億立方米。

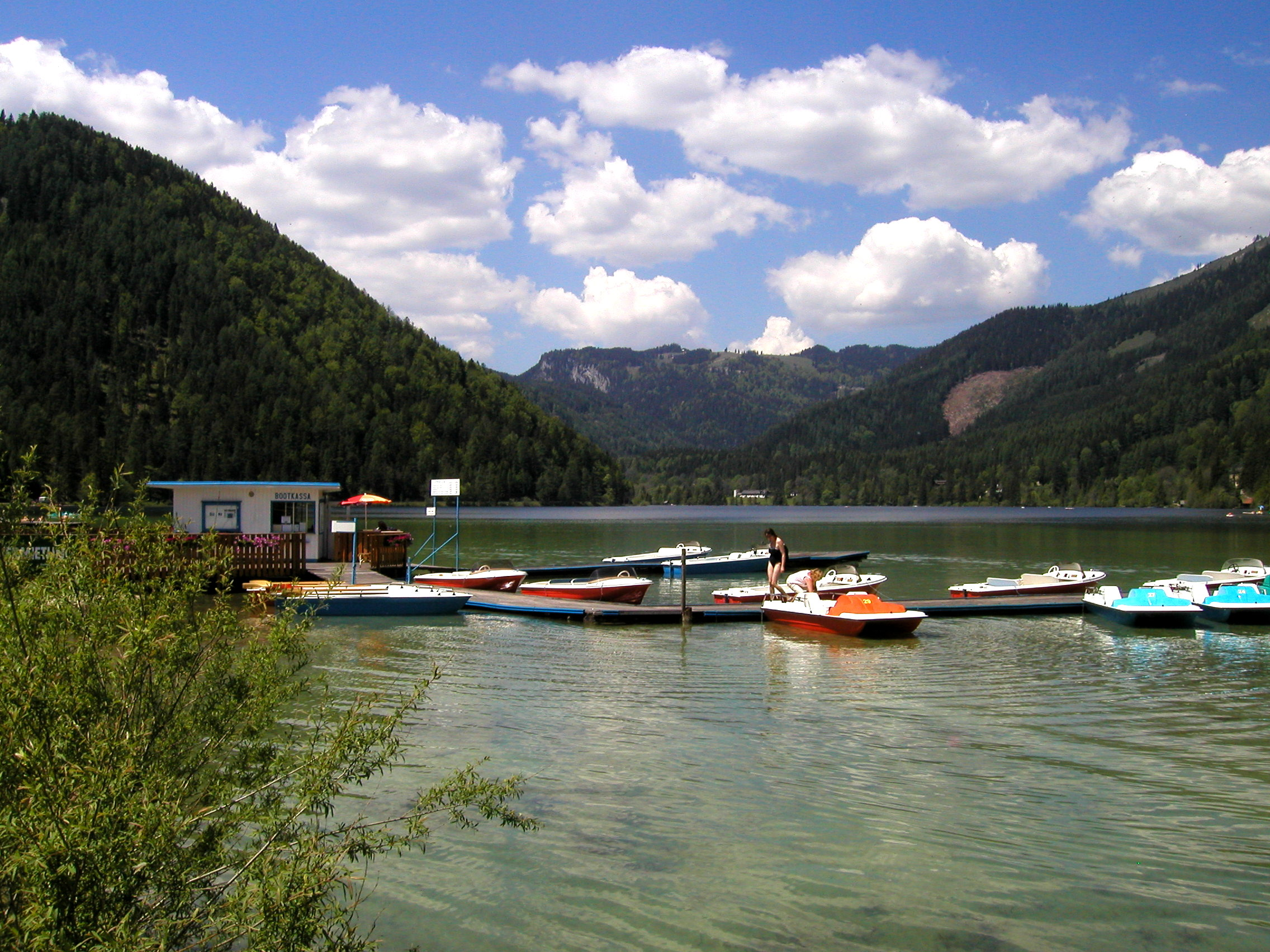

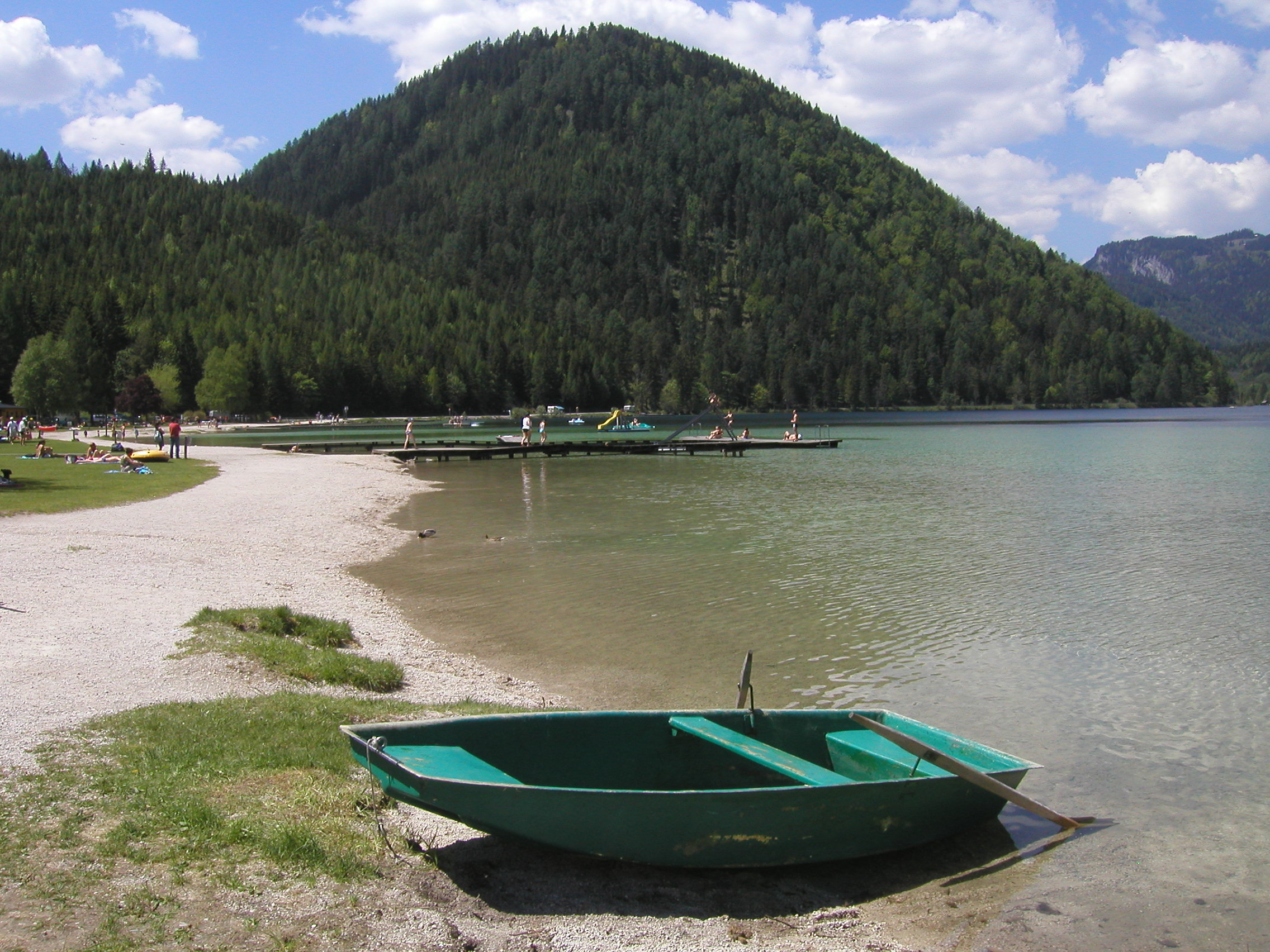

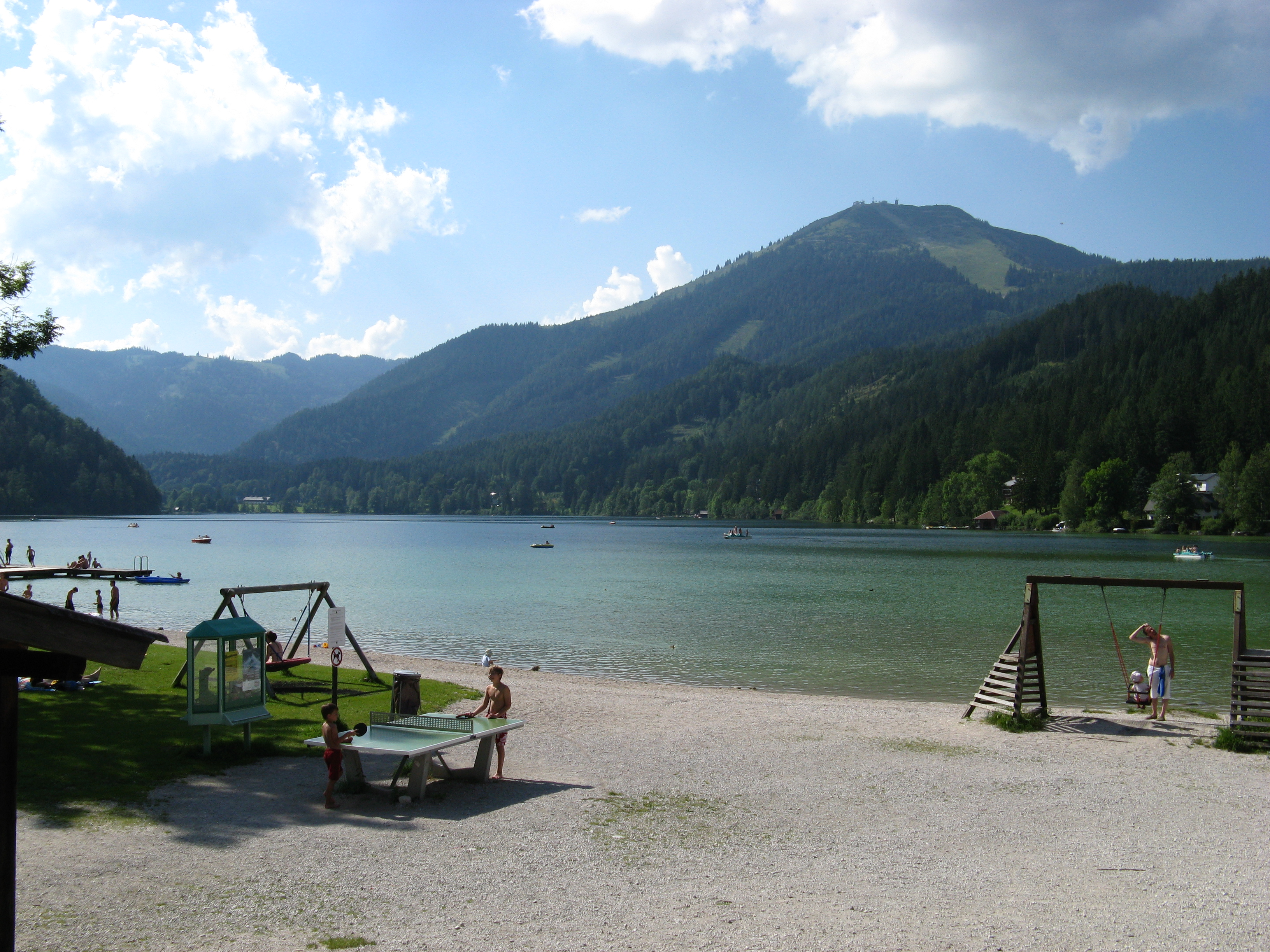

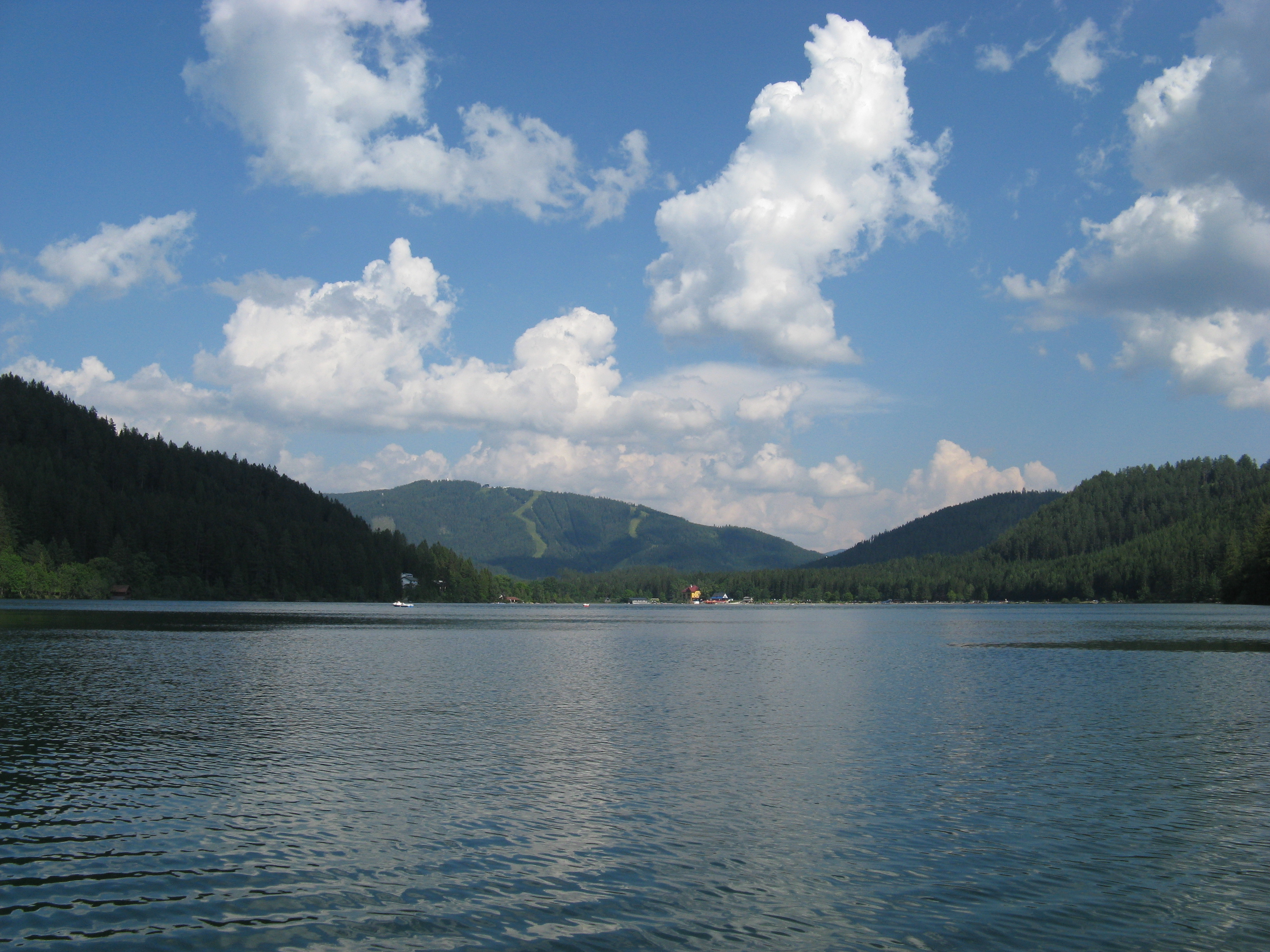

## 外部連結
- Tourismus am Erlaufsee
- Der Erlaufsee auf der Seite von Mariazell